# التوأم المختلف
التوأم المخلتف (بالإنجليزية: The Cramp Twins)‏ هو مسلسل رسوم متحركة الذي أنشأها فنان التحريك بريان وود وقد أنتج ذلك العرض بالتعاون مع قناة كرتون نتورك.

## القصة
يحكى المسلسل عن توأمين مختلفين الشكل والتصرف والسلوك أحدهما يدعى لوسيان كرامب وهو ولد الطيب القلب العطوف الذكى الذي يتعامل مع الناس بل
طف والآخر هي واين الولد المشاغب قاسي القلب الذي لا يحبه أحد ويقوم كل منهما بأعمال مضادة للآخر فيقوم وين بعمل المقالب المؤذية في لوسيان ويقوم لوسيان بذلك أيضا ويظهر كل مضمون القصة
```
في دعم تفهم توأمين
```

## الشخصيات
لوسيان كرامب : هو أحد التوأم وهو يبدو أكثر ذكاء من الآخر وهو طيب القلب وعطوف ورقيق ويحب الحيوانات ويعطف عليها وهو نباتى ويحب أكل النباتات وهو يحب علم المستنقعات بمساعدة صديقه تونى
واين كرامب : هو توأم لوسيان ويختلف عنه شكلاً وموضوعاً وهو لايعرف طيبة القلب ويعتبر ولدا غير مرغوب فيه بالمرة ويقضى معظم وقته في المخلفات والخردة التي يتكلها صديقه جو القذر ويحب السكريات ويعيش عليها بخلاف أخوه النباتى وإذا حرم منها حصل له التعب والإرهاق ودائما ما يخدع بمعلمته الآنسة هيسى وعلى الرغم من كل هذه السمات المذمومة فإن أمه تحبه أكثر من لوسيان
دوروثي كرامب : هي أم التوأمين الصفراء البشرة وهي تحب التنظيف لحد كبير جدا وتمتلك الكثير من سوائل التنظيف وتكره القمامة تماما
هوراس نيفيل كرامب : هو والد لوسيان وواين، وهو يعمل في مصنع للصابون الذي يمتلكه رجل الأعمال السيد وينكل وهو كذلك راعى بقر من الدرجة الثالثة
تونى بارسونز : هو أفضل صديق للوسيان وهو قصير إلى حد كبير وطوله حوالة قدم واحد وهو كذلك طفل المستنقع وهو يتملك معرفة واسعة عنه وعن التاريخ الطبيعى ويعيش في منزل ملئ بالإخوان والإخوات وابوه اسمه سيث وأمه اسمها ليلى ويضع فوق رأسه أحيانا علما وله خوذة خصصت لرأسه الصغير ويكرهه واين بشده
السيد وينكل : هو رجل الأعمال الذي يعمل عنده السيد هوارس
ويندى وينكل : هي ابنة السيد وينكل المدللة والتي مادائما ما يحقق لها والدها رغاباتها وهي وقحة على الجميع إلا إين التي تحبه بكثرة ويحاول إين دائما التخلص منها وهي لاتحب لوسيان مثل إين ودائما تهدد طلاب المدرسة أن أبوها سيفصل أبائهم من أعمالهم في شركته.
ماري فيلبس : هي صديقة لوسيان ودائما ماتتعاون مع لوسيان لهدف الحفاظ على البيئة وهي تعيش مع أسرتها بالتبنى

## شخصيات ثانوية
جو القذر : هو رجل في منتصف العمر يعيش في مقطورة في مكب القمامة ودائما مايأتي إين لزيارته وهو رجل قذر الرائحة لم يستحم في حياته إلا مرة واحدة عندما جاء للعيش مع واين ولايظهر وجهه إبدا وإنما يظهر جسمه فقط
سيث باسونز : هو والد تونى وكان وهو صغير يشبه تونى تماما ويشبه هو أيضا وهو كبير وهو يعيش في البيوت المطلة على المستنقعات
السيدة وينكل : هي أم ويندى وهي تتصرف مثل زوجها تماما

## الحلقات
لمسلسل مواسم عددها 4 مواسم وعدد حلقاته الكلية 52 حلقة عرضت جميعها ماعدا حلقة واحدة من الموسم الثالث لم تعرض

## جوائز رشح لها المسلسل
جائرة بافتا للأطفال عام 2002

## لغات الدبلجة
| الدولة          | قناة البث           |
| --------------- | ------------------- |
| المملكة المتحدة | كرتون نتورك         |
| السعودية        | إم ‌بي ‌سي 3، أجيال   |
| بلغاريا         | Близнаците Крамп    |
| روسيا           | Близнецы Крэмп      |
| الدنمارك        | tvillingerne        |
| اليونان         | Οι Απίθανοι Δίδυμοι |
| مقدونيا         | Близнаците Крамп "  |

## الأصوات
- إيمان البيطار (ماريا ديلا روزا، إيميليانا)
- سوسن عواد (كارينا)
- خالد السيد (إيزابيلا)
- سعد حمدان (توماس)
- شادن أبو دهن (بيرلا)
- حسن محي الدين (إيميليانا)
- نجوى العنان (لويزا)
- لارا حتي (إيزابيلا)

## روابط خارجية
- التوأم المختلف على موقع IMDb (الإنجليزية)
- التوأم المختلف على موقع كينوبويسك (الروسية)
- التوأم المختلف على موقع ألو سيني (الفرنسية)
- التوأم المختلف على موقع قاعدة بيانات الفيلم (الإنجليزية)